# Alma Kruger
Alma Kruger (Pittsburgh, 13 settembre 1871 – Seattle, 5 aprile 1960) è stata un'attrice statunitense.

## Filmografia parziale
- La calunnia (These Three), regia di William Wyler (1936)
- La moglie di Craig (Craig's Wife), regia di Dorothy Arzner (1936)
- Cento uomini e una ragazza (One Hundred Men and a Girl), regia di Henry Koster (1937)
- Maria Antonietta (Marie Antoinette), regia di W. S. Van Dyke (1938)
- La difficile prova del Dr. Kildare (Calling Dr. Kildare), regia di Harold S. Bucquet (1939)
- Il segreto del dr. Kildare (The Secret of Dr. Kildare), regia di Harold S. Bucquet (1939)
- Lo strano caso del dr. Kildare (Dr. Kildare's Strange Case), regia di Harold S. Bucquet (1940)
- Il dottor Kildare torna a casa (Dr. Kildare Goes Home), regia di Harold S. Bucquet (1940)
- La signora del venerdì (His Girl Friday), regia di Howard Hawks (1940)
- Sabotatori (Saboteur), regia di Alfred Hitchcock (1942)
- Uno scandalo a Parigi (A Scandal in Paris), regia di Douglas Sirk (1946)
- Ambra (Forever Amber), regia di Otto Preminger (1947)
- Torbidi amori (Dark Delusion), regia di Willis Golbeck (1947)